# Süßer die Glocken nie klingen

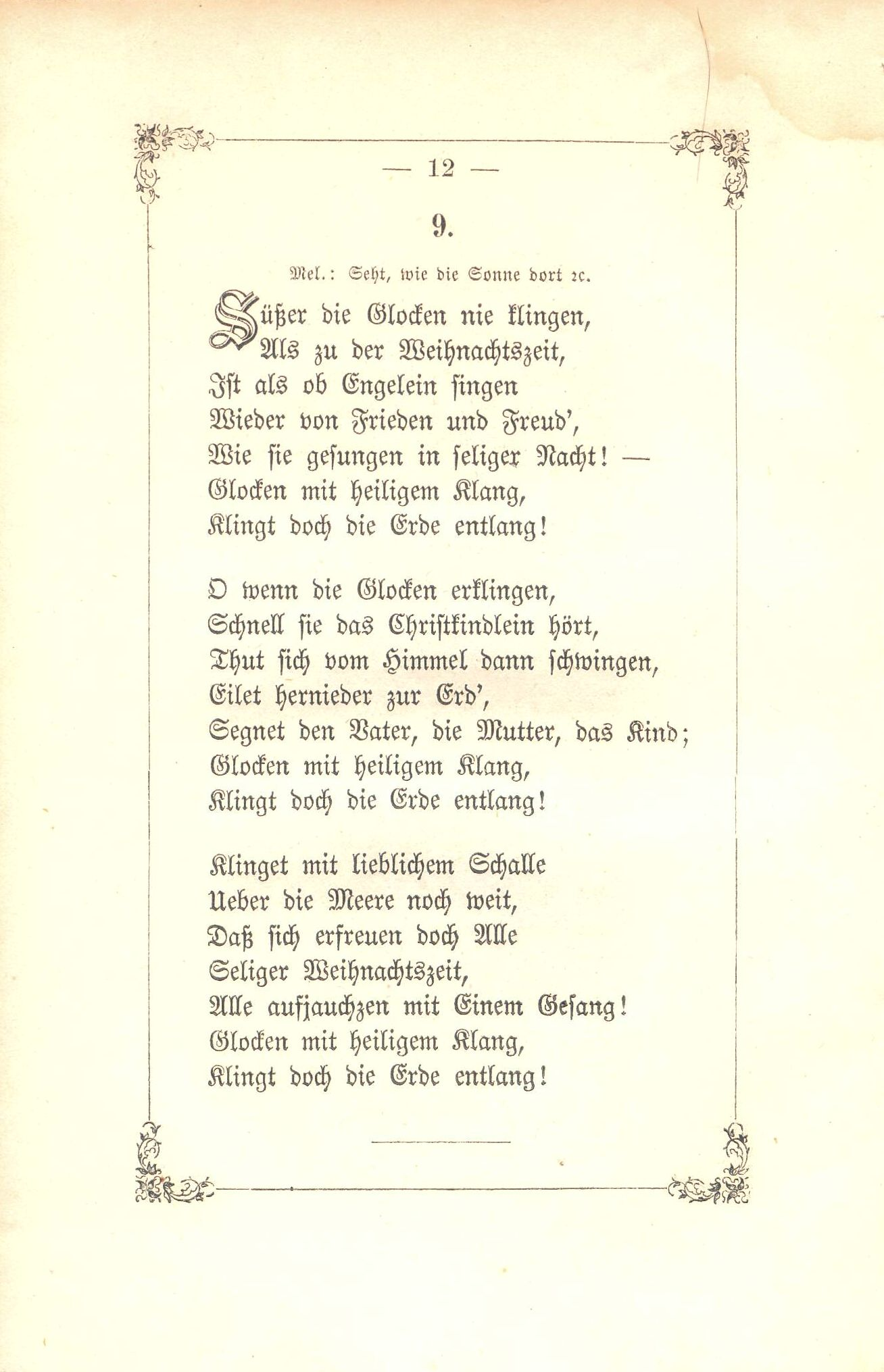
Süßer die Glocken nie klingen. Text in: Weihnachtsbüchlein für Schule und Haus (1866).

Süßer die Glocken nie klingen ist ein bekanntes deutsches Weihnachtslied aus dem 19. Jahrhundert, das erstmals 1860 veröffentlicht wurde.

## Geschichte
Den Text verfasste der deutsche Theologe und Pädagoge Friedrich Wilhelm Kritzinger (1816–1890), der Direktor der Lehrerinnenbildungsanstalt in Droyßig. Veröffentlicht wurde das Lied erstmals unter dem Titel Die Weihnachtsglocken in der Sammlung Liederstrauß von Bernhard Brähmig, der ebenfalls an den Droyßiger Anstalten als Musiklehrer tätig war. Kritzinger veröffentlichte den Text 1866 nochmals in seinem Weihnachtsbüchlein für Schule und Haus.
Die Melodie, der Kritzinger sein Gedicht ausdrücklich unterlegte, stammt von dem Volkslied Seht, wie die Sonne dort sinket, das seit 1841 in Thüringen sowie seit 1847 in Schlesien überliefert ist. Gelegentlich wird eine Entstehungszeit vor 1826 vermutet. Karl Kummerel (1822–1857) schuf 1847 eine Umdichtung des Liedes, weswegen er oft fälschlich als Autor angegeben wird. Als Vorlage dieses Volkslieds gilt seinerseits das volkstümliche Kunstlied Dort sinket die Sonne im Westen auf einen Text des Zittauer Lehrers Ernst Heinrich Schwabe (1787–1818), zu dem der Komponist August Harder 1808 eine (allerdings andere) Melodie veröffentlichte. Die Melodie des Volksliedes war auch in zahlreichen weiteren Varianten (u. a. Das Liebchen im Grabe) verbreitet. Bezeichnenderweise ist auch schon in den älteren Texten zu der Melodie von Glocken die Rede, was Kritzinger als Anregung gedient haben mag.
In den Niederlanden kennt man das Lied unter dem Titel "Het avondklokje ('t zonnetje gaat van ons scheiden)".
Spätestens seit den 1890er Jahren, und von da an sehr häufig, ist das Lied in Gebrauchsliederbüchern zu finden.
Eine weitere Vertonung des Textes von einem gewissen Wilhelm Ritzmann ist 1893 im Liederbuch Frohe Lieder der deutschen baptistischen Gemeinde in Cleveland (Ohio) nachgewiesen.
Das Lied schafft eine hoffnungsvolle und heilsame Stimmung. Der Glockenklang steht als Symbol für Friede, Freude und Weihnachtswonne.

## Liedtext
Der Text ist in mehreren, leicht voneinander abweichenden Fassungen überliefert. Im Folgenden ist Kritzingers Originaltext abgedruckt:
Süßer die Glocken nie klingen,

Als zu der Weihnachtszeit,

Ist, als ob Engelein singen

Wieder von Frieden und Freud’,

𝄆 Wie sie gesungen in seliger Nacht! 𝄇

Glocken mit heiligem Klang,

Klingt doch die Erde entlang!

O wenn die Glocken erklingen,

Schnell sie das Christkindlein hört:

Thut sich vom Himmel dann schwingen,

Eilet hernieder zur Erd’.

𝄆 Segnet den Vater, die Mutter, das Kind; 𝄇

Glocken mit heiligem Klang,

Klingt doch die Erde entlang!

Klinget mit lieblichem Schalle

Ueber die Meere noch weit,

Daß sich erfreuen doch Alle

Seliger Weihnachtszeit,

𝄆 Alle aufjauchzen mit einem Gesang! 𝄇

Glocken mit heiligem Klang,

Klingt doch die Erde entlang!